# Ignaz Sendtner
Ignaz Sendtner (* 27. Juni 1858 in München; † 18. Januar 1936 in Augsburg) war ein deutscher Arzt, Pathologe, Obermedizinalrat und Konservator für Kryptogame. Er machte sich mit der wissenschaftlichen Erforschung von Alkoholerkrankungen bei Beschäftigten in den Biergewerben verdient.

## Leben
Sendtner war der älteste Sohn aus der zweiten Ehe von Theodor von Sendtner mit Maximiliane, geborene Freiin von Pfetten. Sein Stiefbruder war der Chemiker Rudolf Sendtner. Er wuchs in München auf, wo er sich als Schüler der I. Fortgangsklasse an der St.-Bonifaz-Schule in der Luisenstraße 13 im Schuljahr 1868/69 einer „rühmlichen Bekanntmachung“ der Wertung „sehr gut“ würdig machte. Er studierte von 1878 bis 1884 an der Ludwig-Maximilians-Universität in München Medizin und nahm dort seine ärztliche Tätigkeit auf.

### Forschung am pathologischen Institut zu München
Als Mitarbeiter und Leichenschauarzt des pathologischen Instituts von Otto von Bollinger verfasste er 1891 das 2. Heft von Bollingers herausgegebenen Münchener medicinischen Abhandlungen (insgesamt 77 Hefte in neun Reihen). Anhand eines 30-jährigen Sterberegisters der Stadt München führte er darin den Nachweis, dass in München die Herzkrankheiten in der Reihe der Todesursachen an dritter Stelle nach Tuberkulose und den entzündlichen Krankheiten der Atmungsorgane standen und dass die Lebensdauer der den Biergewerben angehörigen Personen sehr beträchtlich hinter dem Durchschnittslebensalter zurückblieb.
In der 27. Ausgabe der von Hermann Joseph Klein herausgegebenen naturwissenschaftlichen Zeitschrift Gaea, Natur und Leben von 1891 war hierzu zu lesen:

„[…] Für eine derartige Untersuchung erschien München als der geeignetste Boden. Der jährliche Bierverbrauch beträgt für den Kopf in ganz Deutschland 88 l, in Bayern 209 l und in München insbesondere 531 l (1888) und sogar 565 l im Jahre 1889. Aus naheliegenden Gründen trinken die bei den Biergewerben Beschäftigten noch weit mehr als die sonstigen Münchener Bürger. Welch' unglaubliches Übermaß von einzelnen dieser Leute geleistet wird, mag aus der Thatsache hervorgehen, daß ein Münchener Bierbrauer, der vor einiger Zeit an den Folgen seiner Trunksucht in einer Berliner Klinik krank darniederlag, angab, täglich etwa 40 halbe Liter getrunken zu haben. […]“

Theodor Weyl schrieb 1901 in seinem Handbuch der Hygiene:

„[…] Veranlaßt hierdurch, hat endlich Sendtner statistische Erhebungen über die Lebensdauer und Todesursachen bei den in den Biergewerben Beschäftigten angestellt. Auf Grund des Studiums von 30 Jahrgängen der Münchener Sterberegister kommt er zu dem Schluß, daß erstens die Lebensdauer der den Biergewerben angehörigen Personen nicht unbedeutend hinter dem (vom 20. Jahre an berechneten) mittleren Lebensalter zurückbleibt, und daß zweitens in der Reihe der Todesursachen bei ihnen die Herzkrankheiten, die ihrerseits wieder unzweifelhaft durch den enormen Biergenuß bedingt sind, eine bedeutende Rolle spielen. Nach einer von ihm aus den Tabellen der Lebensversicherungsgesellschaften zusammengestellten Uebersicht haben Brauer im Alter von 20 Jahren nur noch 22,33 Jahre zu erwarten gegen 41,49 Jahre, auf die Leute aus allen Erwerbsklassen noch zu rechnen haben. – Man begreift, wenn unter diesen Umständen das „bayrische Bierherz“ und die „bayrische Bierniere“ schon sprichwörtlich geworden sind, und man wird zugeben müssen, daß das Bier keineswegs ein unschädliches Getränk, sondern dem Branntwein als ebenbürtig an die Seite zu stellen ist.“

Im Vergleich zu München zählte Sendtner in Berlin unter 809 Todesfällen nur 36 Fälle von Herzerkrankungen, was einem Anteil von 4,4 Prozent entspricht.

### Militärdienst
Zum Stabsarzt der bayerischen Landwehr (1. Aufgebot) wurde er 1893 befördert und 1898 mit der Erlaubnis zum Tragen der Uniform mit den für Verabschiedete vorgeschriebenen Abzeichen aus dem Militärdienst entlassen. Seine Offizierspersonalakten befinden sich im Bayerischen Hauptstaatsarchiv.

### Bezirksmedizinaldienst
1902 wurde er zum Bezirksarzt I. Klasse bei der Kreisstelle in München ernannt. Er war dann tätig als Mitarbeiter des Kreismedizinalreferenten bei der Kammer des Innern der Kreisregierung Oberbayern. 1911 erfolgte der Umzug nach Augsburg, wo er wiederum als königlicher Bezirksarzt tätig war.
In dieser Funktion untersuchte er Mitte der 1910er Jahre die Wachstumsverhältnisse von Schülern im Zuständigkeitsbereich des Bezirksamts Augsburg. Gemessen und gewogen wurden hierzu im Zeitraum von 1913 bis 1916 sechs-, acht- und zwölfjährige Schulkinder bei schulärztlichen Untersuchungen. Dabei kam er zu dem Ergebnis, dass der Einfluss der Kriegsernährung im Wachstum und Gewicht bei den dort untersuchten Schülern nicht als bedeutend zu bewerten war und etwa 1 cm in der Länge und 0,5 kg im Gewicht ausmachte.

## Privates
Ignaz Sendtner war zweimal verheiratet. Mit seiner ersten Frau Maria, geborene Huber, hatte er einen Sohn, Maximilian. Nach der Scheidung 1897 heiratete er 1906 Maria, geborene Giehrl. Mit ihr hatte er die Töchter Paula Kohlhaupt (1904–1998) und Hedwig (* 1920).

## Publikationen
Sendtner verfasste einige Werke medizinischen und später auch botanischen Inhalts, darunter:
- Ueber einen Fall von Elephantiasis lymphorrhagica. Inaugural-Dissertation, C. Wolf & Sohn, München 1884.
- Ueber Lebensdauer und Todesursachen bei den Biergewerben. Ein Beitrag zur Aetiologie der Herzerkrankungen. Heft 2 der Münchener medicinischen Abhandlungen, I. Reihe, herausgegeben von Otto von Bollinger, Verlag von J. F. Lehmann, München 1891.[4]
- Die Kreuzotter in Schwaben. 48. Bericht des naturwissenschaftlichen Vereins für Schwaben, Augsburg, S. 112–121. Augsburg, 1930.[17]
- Schulhygiene und Kinderschutz. Wachstumsverhältnisse der Schulkinder des Bezirksamts Augsburg von 1913–16. In: Zeitschrift für Medizinal-Beamte, Buchhandlung H. Kornfeld, Berlin, 5. Februar 1917, S. 79 ff.